# 行動
行動（、アメリカ英語: behavior, イギリス英語: behaviour）は、人間を含む動物の活動や行い全般を指す言葉である。ただし、日本語の「行動」がもっぱら生物（特に動物）に適用されるのに対し、英語の「behavio(u)r」は物体・機械など無生物の挙動・振舞いの意味で用いられることがある。

## 学問

### 行動科学
1950年代以降、自然科学・社会科学全般で、アメリカの学界を中心として「行動科学」（behavioural science）と呼ばれる手法が盛んになった。その例として、心理学における「行動主義心理学」、経済学における「行動経済学」などがある。

### 動物行動学
生物学において、動物の行動を研究する分野を「動物行動学」（ethology, エソロジー）という。

### 滞留行動
滞留行動（たいりゅうこうどう）とは、都市計画・建築学の学術用語で、人がある場所で歩みをとめたりする行動のこと。広場や界隈（かいわい）での待合せや休憩など人の自由な意志によるものと、通勤ラッシュなど混雑で移動困難になる人の意志によらないものがある。滞留は、計画した空間以外で偶発的に引き起こる場合もある。

## 行動と行為
類語に「行為」（act）がある。
こちらは一般に意図や目的を有する人間の活動を指すのに対し、「行動」は無意識の活動（条件反射など）も含む、より広い意味で用いられる。
もっとも、両者の使い分けに関して統一的見解があるわけではなく、分野や研究者によっては互換に言い換え可能な場合もある。生物学や心理学の分野では、自由意志の問題を避けて、「行動」の語が多用されるが、社会学では「行動」と「行為」を区別して用いることが多い。